# Стів Крулевітс
Стів Крулевітс (англ. Steve Krulevitz; нар. 30 травня 1951) — колишній американський тенісист.
Здобув 2 одиночні та 4 парні титули.
Найвищим досягненням на турнірах Великого шолома був півфінал в парному розряді.

## Фінали за кар'єру

### Парний розряд (4–3)
| Результат | W/L | Дата     | Турнір             | Покриття  | Партнер           | Суперники                       | Рахунок       |
| --------- | --- | -------- | ------------------ | --------- | ----------------- | ------------------------------- | ------------- |
| Поразка   | 0–1 | Лют 1976 | Солсбері, США      | Килим (i) | Трей Волткі       | Фред Макнеер Шервуд Стюарт      | 3–6, 2–6      |
| Перемога  | 1–1 | Лют 1979 | Сарасота, США      | Килим (i) | Іліє Настасе      | Джон Джеймс Кіт Річардсон       | 7–6, 6–3      |
| Перемога  | 2–1 | Сер 1979 | Стоу, США          | Тверде    | Майк Кейгілл      | Ананд Амрітрадж Колін Діблі     | 3–6, 6–3, 6–4 |
| Перемога  | 3–1 | Чер 1980 | Брюссель, Бельгія  | Ґрунт     | Тьєррі Стево      | Ерік Фромм Кері Лідс            | 6–3, 7–5      |
| Перемога  | 4–1 | Жов 1980 | Тель-Авів, Ізраїль | Тверде    | Пер Єртквіст      | Ерік Фромм Кері Лідс            | 7–6, 6–3      |
| Поразка   | 4–2 | Жов 1981 | Тель-Авів, Ізраїль | Тверде    | Джон Фівер        | Стів Мейстер Вен Вінітскі       | 6–3, 3–6, 3–6 |
| Поразка   | 4–3 | Чер 1983 | Венеція, Італія    | Ґрунт     | Золтан Кухарський | Франсіско Гонсалес Віктор Печчі | 1–6, 2–6      |